# Як-8
Як-8 — радянський транспортний літак, вдосконалений варіант Як-6М. Розроблено в ОКБ А. С. Яковлєва. Перший політ літака відбувся на початку 1944 року.

## Технічний опис літака
Як-8 — пасажирський двомоторний низькоплан, розрахований на перевезення шести осіб.
Конструкція літака змішана, в основному виконана з дерева, обшивка полотняна. Зовні й усередині літак обшивали фанерою товщиною 2,0 мм. Середня частина фюзеляжу полумонокок, носова і хвостова частини фюзеляжу взяті з Як-6.
Крило і хвостове оперення дерев'яної конструкції, обшивка — полотно.
Шасі в польоті прибираються в мотогондоли.

## Історія
На базі штабного варіанту літака Як-6 в ОКБ О. С. Яковлєва спроєктували шестимісний пасажирський літак Як-8. Головний конструктор літака О. К. Антонов. Екіпаж літака — льотчик і радист. Літак оснастили шасі, що вбирається, збільшили в розмірах. Літак проєктували під два двигуни М-12 потужністю по 190 к.с., але ці двигуни не були доведені до серійного випуску та їх замінили на М-11ФМ потужністю 145 к.с., потужності цих двигунів було явно не достатньо, хоча на випробуваннях була досягнута швидкість 248 км/год
Дослідний екземпляр літака був відправлений на державні випробування без проходження статичних і динамічних випробувань. Випробування проводилися в липні 1944 року. Незважаючи на ряд виявлених дефектів, відгуки про літак були схвальні й літак рекомендували запустити в серійне виробництво. Але фактично літак не будувався в зв'язку з тим, що прийшов час металевих пасажирських літаків.

## Тактико-технічні характеристики

### Технічні характеристики
- Екіпаж: 2 людини
- Пасажири: 6 осіб
- Довжина : 11,35 м
- Розмах крила : 14,80 м
- Площа крила: 30 м²
- маса
  - Порожнього: 1750 кг
  - Нормальна злітна: 2700 кг
- Двигуни : 2 ПД М-11ФМ
- Потужність : 2 х 145 к. с.

### Льотні характеристики
- Максимальна швидкість : 248 км/год
- Дальність польоту: 890 км
- Практична стеля : 3900 м
- Швидкопідйомність: 156 м/хв